# Strokowa
Strokowa (ukr. Строкова) – wieś na Ukrainie, w obwodzie kijowskim, w rejonie boryspolskim, w hromadzie Studenyky. W 2001 liczyła 557 mieszkańców, spośród których 552 wskazało jako ojczysty język ukraiński, 4 rosyjski, a 1 białoruski.

## Urodzeni
- Witalij Jarema